# Sambeng (Todanan)
Sambeng is een bestuurslaag in het regentschap Blora van de provincie Midden-Java, Indonesië. Sambeng telt 2468 inwoners (volkstelling 2010).